# مورغان فيشر (مصور)
مورغان فيشر (بالإنجليزية: Morgan Fisher)‏ (و. 1950  م) هو مصور، وموسيقي بريطاني، ولد في ماي فير، يستخدم آلات بيانو.

## وصلات خارجية
- مورغان فيشر على موقع IMDb (الإنجليزية)
- مورغان فيشر على موقع ميوزك برينز (الإنجليزية)
- مورغان فيشر على موقع قاعدة بيانات برودواي على الإنترنت (الإنجليزية)
- مورغان فيشر على موقع أول ميوزيك (الإنجليزية)
- مورغان فيشر على موقع ديسكوغز (الإنجليزية)
- مورغان فيشر على موقع قاعدة بيانات الفيلم (الإنجليزية)

- مورغان فيشر في قاعدة بيانات الأفلام على الإنترنت